# Cúp bóng đá Ý 2024–25
Cúp bóng đá Ý 2024–25 (Coppa Italia 2024–25, còn được gọi là Coppa Italia Frecciarossa vì lý do tài trợ), là giải đấu bóng đá quốc nội lần thứ 78 ở Ý. Có 44 đội tham gia.
Juventus là đương kim vô địch, nhưng đã bị loại tại tứ kết bởi Empoli sau loạt sút luân lưu.

## Các đội tham dự
| Serie A 20 đội mùa 2024–25 | Serie B 20 đội mùa 2024–25 | Serie C 4 đội mùa 2024–25              |
| - Atalanta - Bologna - Cagliari - Como - Empoli - Fiorentina - Genoa - Hellas Verona - Inter Milan - Juventus - Lazio - Lecce - AC Milan - Monza - Napoli - Parma - Roma - Torino - Udinese - Venezia | - Bari - Brescia - Carrarese - Catanzaro - Cesena - Cittadella - Cosenza - Cremonese - Frosinone - Juve Stabia - Mantova - Modena - Palermo - Pisa - Reggiana - Salernitana - Sampdoria - Sassuolo - Spezia - Südtirol | - Avellino - Catania - Padova - Torres |

## Thể thức
Các đội tham dự cuộc thi ở các giai đoạn khác nhau như sau:
- Giai đoạn đầu tiên (trận đấu một lượt)
  - Vòng sơ loại: 4 đội Serie C và 4 đội Serie B bắt đầu giải đấu.
  - Vòng đầu tiên: 4 đội thắng sẽ tham gia cùng 16 đội Serie B còn lại và 12 đội Serie A (tổng cộng 32 đội).
  - Vòng thứ hai: 16 đội thắng sẽ đối đầu với nhau.
- Giai đoạn thứ hai
  - Vòng 16 đội (một lượt): 8 đội thắng sẽ thi đấu với 8 câu lạc bộ Serie A đã được xếp hạt giống từ 1–8.
  - Vòng tứ kết (một lượt)
  - Vòng bán kết (hai lượt)
  - Chung kết (một lượt)

## Lịch thi đấu
| Giai đoạn          | Vòng          | Đội còn lại | Đội tham dự | Từ vòng trước | Tham dự vòng này | Lượt đi      | Lượt về      |
| ------------------ | ------------- | ----------- | ----------- | ------------- | ---------------- | ------------ | ------------ |
| Giai đoạn đầu tiên | Vòng sơ loại  | 44          | 8           | không         | 8                | 3–4/8/2024   | 3–4/8/2024   |
| Giai đoạn đầu tiên | Vòng thứ nhất | 40          | 32          | 4             | 28               | 9–12/8/2024  | 9–12/8/2024  |
| Giai đoạn đầu tiên | Vòng thứ hai  | 24          | 16          | 16            | không            | 24–26/9/2024 | 24–26/9/2024 |
| Giai đoạn thứ hai  | Vòng 16 đội   | 16          | 16          | 8             | 8                | 3–19/12/2024 | 3–19/12/2024 |
| Giai đoạn thứ hai  | Tứ kết        | 8           | 8           | 8             | không            | 4–26/2/2025  | 4–26/2/2025  |
| Giai đoạn thứ hai  | Bán kết       | 4           | 4           | 4             | không            | 2/4/2025     | 23/4/2025    |
| Giai đoạn thứ hai  | Chung kết     | 2           | 2           | 2             | không            | 14/5/2025    | 14/5/2025    |

## Giai đoạn đầu tiên

### Vòng sơ loại
Tổng cộng có 8 đội từ Serie B và Serie C tham gia vòng này, 4 đội thắng sẽ đi tiếp vào vòng thứ nhất.
| Carrarese (2)               | 2–1      | Catania (3)   |
| --------------------------- | -------- | ------------- |
| - Cherubini 46' - Cerri 89' | Chi tiết | - Popovic 54' |

---
| Torres (3)    | 1–2      | Mantova (2)                |
| ------------- | -------- | -------------------------- |
| - Goglino 74' | Chi tiết | - Trimboli 14' - Fiori 21' |

---
| Cesena (2)                                  | 3–1      | Padova (3)       |
| ------------------------------------------- | -------- | ---------------- |
| - Kargbo 9' - Shpendi 38' - Francesconi 86' | Chi tiết | - Bortolussi 73' |

---
| Avellino (3)                          | 3–1      | Juve Stabia (2) |
| ------------------------------------- | -------- | --------------- |
| - Tribuzzi 2', 66' - Frascatore 45+1' | Chi tiết | - Piscopo 21'   |

### Vòng thứ nhất
Tổng cộng có 32 đội (4 đội thắng ở vòng sơ loại, 16 đội còn lại ở Serie B và 12 đội Serie A được xếp hạt giống từ 9–20) sẽ thi đấu ở vòng này, 16 đội thắng sẽ đi tiếp vào vòng thứ hai.
| Sassuolo (2)                     | 2–1      | Cittadella (2) |
| -------------------------------- | -------- | -------------- |
| - Mulattieri 45' - Laurienté 58' | Chi tiết | - Baldini 48'  |

---
| Udinese (1)                                                 | 4–0      | Avellino (3) |
| ----------------------------------------------------------- | -------- | ------------ |
| - Brenner 41' - Thauvin 50' (ph.đ.) - Lucca 58' - Davis 87' | Chi tiết |              |

---
| Genoa (1)     | 1–0      | Reggiana (2) |
| ------------- | -------- | ------------ |
| - Messias 65' | Chi tiết |              |

---
| Monza (1)                                                                             | 0–0      | Südtirol (2)                                                                              |
| ------------------------------------------------------------------------------------- | -------- | ----------------------------------------------------------------------------------------- |
|                                                                                       | Chi tiết |                                                                                           |
| Loạt sút luân lưu                                                                     |          |                                                                                           |
| - Caprari - Mota - Sensi - Caldirola - Maric - Pereira - Kyriakopoulos - Bondo - Izzo | 9–8      | - Merkaj - Molina - Kurtić - Arrigoni - Crespi - Masiello - Davi - Ceppitelli - Praszelik |

---
| Cremonese (2)                                                      | 1–1      | Bari (2)                                                     |
| ------------------------------------------------------------------ | -------- | ------------------------------------------------------------ |
| - De Luca 68'                                                      | Chi tiết | - Manzari 80'                                                |
| Loạt sút luân lưu                                                  |          |                                                              |
| - De Luca - Vázquez - Sernicola - Barbieri - Collocolo - Bonazzoli | 5–4      | - Benali - Vicari - Sibilli - Manzari - Novakovich - Oliveri |

---
| Hellas Verona (1) | 1–2      | Cesena (2)                 |
| ----------------- | -------- | -------------------------- |
| - Tengstedt 75'   | Chi tiết | - Kargbo 44' - Shpendi 49' |

---
| Empoli (1)                                       | 4–1      | Catanzaro (2) |
| ------------------------------------------------ | -------- | ------------- |
| - Fazzini 8', 90+3' - Colombo 48' - Esposito 56' | Chi tiết | - Bonini 13'  |

---
| Napoli (1)                                                 | 0–0      | Modena (2)                                          |
| ---------------------------------------------------------- | -------- | --------------------------------------------------- |
|                                                            | Chi tiết |                                                     |
| Loạt sút luân lưu                                          |          |                                                     |
| - Di Lorenzo - Cheddira - Ngonge - Simeone - Kvaratskhelia | 4–3      | - Palumbo - Magnino - Battistella - Bozhanaj - Zaro |

---
| Brescia (2)                     | 3–1      | Venezia (1) |
| ------------------------------- | -------- | ----------- |
| - Borrelli 14' - Olzer 46', 82' | Chi tiết | - Idzes 89' |

---
| Parma (1) | 0–1      | Palermo (2)     |
| --------- | -------- | --------------- |
|           | Chi tiết | - Insigne 45+2' |

---
| Sampdoria (2)                                      | 1–1      | Como (1)                                             |
| -------------------------------------------------- | -------- | ---------------------------------------------------- |
| - Ioannou 37'                                      | Chi tiết | - Cutrone 44'                                        |
| Loạt sút luân lưu                                  |          |                                                      |
| - Vieira - Benedetti - Meulensteen - Coda - Tutino | 4–3      | - Da Cunha - Verdi - Braunöder - Baselli - Strefezza |

---
| Torino (1)                         | 2–0      | Cosenza (2) |
| ---------------------------------- | -------- | ----------- |
| - Camporese 1' (l.n.) - Zapata 84' | Chi tiết |             |

---
| Frosinone (2) | 0–3      | Pisa (2)                                 |
| ------------- | -------- | ---------------------------------------- |
|               | Chi tiết | - Tramoni 28' - Bonfanti 44' - Arena 89' |

---
| Lecce (1)                   | 2–1      | Mantova (2)      |
| --------------------------- | -------- | ---------------- |
| - Gaspar 14' - Krstović 86' | Chi tiết | - Bragantini 73' |

---
| Salernitana (2)                          | 3–3      | Spezia (2)                                              |
| ---------------------------------------- | -------- | ------------------------------------------------------- |
| - Kallon 53' - Dia 68' (ph.đ.), 90+3'    | Chi tiết | - Candelari 43' - Soleri 45', 56'                       |
| Loạt sút luân lưu                        |          |                                                         |
| - Dia - Kallon - Simy - Bronn - Bradarić | 5–4      | - Di Serio - Hristov - Nagy - S. Esposito - P. Esposito |

---
| Cagliari (1)                              | 3–1      | Carrarese (2) |
| ----------------------------------------- | -------- | ------------- |
| - Piccoli 33' - Pavoletti 41' - Prati 71' | Chi tiết | - Panico 55'  |

### Vòng thứ hai
Mười sáu đội thắng ở vòng thứ nhất sẽ thi đấu ở vòng thứ hai, 8 đội trong số đó sẽ giành quyền vào vòng 16 đội.
| Lecce (1) | 0–2      | Sassuolo (2)                     |
| --------- | -------- | -------------------------------- |
|           | Chi tiết | - Muharemović 13' - D'Andrea 79' |

---
| Cagliari (1)   | 1–0      | Cremonese (2) |
| -------------- | -------- | ------------- |
| - Lapadula 60' | Chi tiết |               |

---
| Torino (1)  | 1–2      | Empoli (1)             |
| ----------- | -------- | ---------------------- |
| - Adams 74' | Chi tiết | - Ekong 30' - Haas 90' |

---
| Pisa (2) | 0–1      | Cesena (2)  |
| -------- | -------- | ----------- |
|          | Chi tiết | - Celia 54' |

---
| Udinese (1)                                       | 3–1      | Salernitana (2) |
| ------------------------------------------------- | -------- | --------------- |
| - Bijol 20' - Lucca 44' (ph.đ.) - Ekkelenkamp 47' | Chi tiết | - Simy 25'      |

---
| Genoa (1)                                                            | 1–1      | Sampdoria (2)                                                             |
| -------------------------------------------------------------------- | -------- | ------------------------------------------------------------------------- |
| - Pinamonti 9'                                                       | Chi tiết | - Borini 83'                                                              |
| Loạt sút luân lưu                                                    |          |                                                                           |
| - Miretti - Bani - Bohinen - Vásquez - Vogliacco - Frendrup - Zanoli | 5–6      | - Borini - Bereszyński - Benedetti - Depaoli - Tutino - Sekulov - Barreca |

---
| Monza (1)                                      | 3–1      | Brescia (2)  |
| ---------------------------------------------- | -------- | ------------ |
| - Kyriakopoulos 5' - Pessina 11' - Caprari 40' | Chi tiết | - Nuamah 68' |

---
| Napoli (1)                                                    | 5–0      | Palermo (2) |
| ------------------------------------------------------------- | -------- | ----------- |
| - Ngonge 7', 12' - Juan Jesus 42' - Neres 70' - McTominay 77' | Chi tiết |             |

## Giai đoạn thứ hai

### Sơ đồ
|  | Vòng 16 đội | Vòng 16 đội | Vòng 16 đội | Vòng 16 đội |             |             | Tứ kết      | Tứ kết | Tứ kết | Tứ kết |  |  | Bán kết | Bán kết | Bán kết | Bán kết |  |  | Chung kết | Chung kết | Chung kết | Chung kết |
|  |             |             |             |             |             |             |             |        |        |        |  |  |         |         |         |         |  |  |           |           |           |           |
|  |             |             |             |             |             |             |             |        |        |        |  |  |         |         |         |         |  |  |           |           |           |           |
|  |             |             |             |             |             |             |             |        |        |        |  |  |         |         |         |         |  |  |           |           |           |           |
|  | Juventus    | Juventus    | Juventus    | 4           |             |             |             |        |        |        |  |  |         |         |         |         |  |  |           |           |           |           |
|  | Juventus    | Juventus    | Juventus    | 4           |             |             |             |        |        |        |  |  |         |         |         |         |  |  |           |           |           |           |
|  | Cagliari    | Cagliari    | Cagliari    | 0           |             |             |             |        |        |        |  |  |         |         |         |         |  |  |           |           |           |           |
|  | Cagliari    | Cagliari    | Cagliari    | 0           | Juventus    | Juventus    | Juventus    | 1 (2)  |        |        |  |  |         |         |         |         |  |  |           |           |           |           |
|  |             |             |             |             | Juventus    | Juventus    | Juventus    | 1 (2)  |        |        |  |  |         |         |         |         |  |  |           |           |           |           |
|  |             | Empoli      | Empoli      | Empoli      | 1 (4)       |             |             |        |        |        |  |  |         |         |         |         |  |  |           |           |           |           |
|  | Fiorentina  | Fiorentina  | Fiorentina  | Empoli      | 1 (4)       | 2 (3)       |             |        |        |        |  |  |         |         |         |         |  |  |           |           |           |           |
|  | Fiorentina  | Fiorentina  | Fiorentina  |             |             |             |             |        |        |        |  |  |         |         |         |         |  |  |           |           |           |           |
|  | Empoli      | Empoli      | Empoli      | 2 (4)       |             |             |             |        |        |        |  |  |         |         |         |         |  |  |           |           |           |           |
|  | Empoli      | Empoli      | Empoli      | 2 (4)       | Empoli      | 0           | 1           | 1      |        |        |  |  |         |         |         |         |  |  |           |           |           |           |
|  |             |             |             |             | Empoli      | 0           | 1           | 1      |        |        |  |  |         |         |         |         |  |  |           |           |           |           |
|  |             | Bologna     | 3           | 2           | 5           |             |             |        |        |        |  |  |         |         |         |         |  |  |           |           |           |           |
|  | Atalanta    | Atalanta    | Atalanta    | 2           | 5           | 6           |             |        |        |        |  |  |         |         |         |         |  |  |           |           |           |           |
|  | Atalanta    | Atalanta    | Atalanta    |             |             |             |             |        |        |        |  |  |         |         |         |         |  |  |           |           |           |           |
|  | Cesena      | Cesena      | Cesena      | 1           |             |             |             |        |        |        |  |  |         |         |         |         |  |  |           |           |           |           |
|  | Cesena      | Cesena      | Cesena      | 1           | Atalanta    | Atalanta    | Atalanta    | 0      |        |        |  |  |         |         |         |         |  |  |           |           |           |           |
|  |             |             |             |             | Atalanta    | Atalanta    | Atalanta    | 0      |        |        |  |  |         |         |         |         |  |  |           |           |           |           |
|  |             | Bologna     | Bologna     | Bologna     | 1           |             |             |        |        |        |  |  |         |         |         |         |  |  |           |           |           |           |
|  | Bologna     | Bologna     | Bologna     | Bologna     | 1           | 4           |             |        |        |        |  |  |         |         |         |         |  |  |           |           |           |           |
|  | Bologna     | Bologna     | Bologna     |             |             |             |             |        |        |        |  |  |         |         |         |         |  |  |           |           |           |           |
|  | Monza       | Monza       | Monza       | 0           |             |             |             |        |        |        |  |  |         |         |         |         |  |  |           |           |           |           |
|  | Monza       | Monza       | Monza       | 0           | Bologna     | Bologna     | Bologna     | 1      |        |        |  |  |         |         |         |         |  |  |           |           |           |           |
|  |             |             |             |             | Bologna     | Bologna     | Bologna     | 1      |        |        |  |  |         |         |         |         |  |  |           |           |           |           |
|  |             | AC Milan    | AC Milan    | AC Milan    | 0           |             |             |        |        |        |  |  |         |         |         |         |  |  |           |           |           |           |
|  | AC Milan    | AC Milan    | AC Milan    | AC Milan    | 0           | 6           |             |        |        |        |  |  |         |         |         |         |  |  |           |           |           |           |
|  | AC Milan    | AC Milan    | AC Milan    |             |             |             |             |        |        |        |  |  |         |         |         |         |  |  |           |           |           |           |
|  | Sassuolo    | Sassuolo    | Sassuolo    | 1           |             |             |             |        |        |        |  |  |         |         |         |         |  |  |           |           |           |           |
|  | Sassuolo    | Sassuolo    | Sassuolo    | 1           | AC Milan    | AC Milan    | AC Milan    | 3      |        |        |  |  |         |         |         |         |  |  |           |           |           |           |
|  |             |             |             |             | AC Milan    | AC Milan    | AC Milan    | 3      |        |        |  |  |         |         |         |         |  |  |           |           |           |           |
|  |             | AS Roma     | AS Roma     | AS Roma     | 1           |             |             |        |        |        |  |  |         |         |         |         |  |  |           |           |           |           |
|  | AS Roma     | AS Roma     | AS Roma     | AS Roma     | 1           | 4           |             |        |        |        |  |  |         |         |         |         |  |  |           |           |           |           |
|  | AS Roma     | AS Roma     | AS Roma     |             |             |             |             |        |        |        |  |  |         |         |         |         |  |  |           |           |           |           |
|  | Sampdoria   | Sampdoria   | Sampdoria   | 1           |             |             |             |        |        |        |  |  |         |         |         |         |  |  |           |           |           |           |
|  | Sampdoria   | Sampdoria   | Sampdoria   | 1           | AC Milan    | 1           | 3           | 4      |        |        |  |  |         |         |         |         |  |  |           |           |           |           |
|  |             |             |             |             | AC Milan    | 1           | 3           | 4      |        |        |  |  |         |         |         |         |  |  |           |           |           |           |
|  |             | Inter Milan | 1           | 0           | 1           |             |             |        |        |        |  |  |         |         |         |         |  |  |           |           |           |           |
|  | Inter Milan | Inter Milan | Inter Milan | 0           | 1           | 2           |             |        |        |        |  |  |         |         |         |         |  |  |           |           |           |           |
|  | Inter Milan | Inter Milan | Inter Milan |             |             |             |             |        |        |        |  |  |         |         |         |         |  |  |           |           |           |           |
|  | Udinese     | Udinese     | Udinese     | 0           |             |             |             |        |        |        |  |  |         |         |         |         |  |  |           |           |           |           |
|  | Udinese     | Udinese     | Udinese     | 0           | Inter Milan | Inter Milan | Inter Milan | 2      |        |        |  |  |         |         |         |         |  |  |           |           |           |           |
|  |             |             |             |             | Inter Milan | Inter Milan | Inter Milan | 2      |        |        |  |  |         |         |         |         |  |  |           |           |           |           |
|  |             | Lazio       | Lazio       | Lazio       | 0           |             |             |        |        |        |  |  |         |         |         |         |  |  |           |           |           |           |
|  | Lazio       | Lazio       | Lazio       | Lazio       | 0           | 3           |             |        |        |        |  |  |         |         |         |         |  |  |           |           |           |           |
|  | Lazio       | Lazio       | Lazio       |             |             |             |             |        |        |        |  |  |         |         |         |         |  |  |           |           |           |           |
|  | Napoli      | Napoli      | Napoli      | 1           |             |             |             |        |        |        |  |  |         |         |         |         |  |  |           |           |           |           |
|  | Napoli      | Napoli      | Napoli      | 1           |             |             |             |        |        |        |  |  |         |         |         |         |  |  |           |           |           |           |

### Vòng 16 đội
Vòng 16 đội diễn ra giữa tám đội thắng ở vòng thứ hai và 8 câu lạc bộ được xếp hạng từ 1 đến 8 ở Serie A 2023–24.
| Bologna (1)                                              | 4–0      | Monza (1) |
| -------------------------------------------------------- | -------- | --------- |
| - Pobega 32' - Orsolini 35' - Domínguez 63' - Castro 76' | Chi tiết |           |

---
| AC Milan (1)                                                                 | 6–1      | Sassuolo (2)     |
| ---------------------------------------------------------------------------- | -------- | ---------------- |
| - Chukwueze 12', 21' - Reijnders 17' - Leão 23' - Calabria 56' - Abraham 61' | Chi tiết | - Mulattieri 59' |

---
| Fiorentina (1)                                    | 2–2      | Empoli (1)                                            |
| ------------------------------------------------- | -------- | ----------------------------------------------------- |
| - Kean 59' - Sottil 70'                           | Chi tiết | - Ekong 4' - Esposito 75'                             |
| Loạt sút luân lưu                                 |          |                                                       |
| - Guðmundsson - Kouamé - Ranieri - Kean - Cataldi | 3–4      | - Colombo - Ekong - Henderson - Marianucci - Esposito |

---
| Lazio (1)              | 3–1      | Napoli (1)    |
| ---------------------- | -------- | ------------- |
| - Noslin 32', 41', 50' | Chi tiết | - Simeone 36' |

---
| Juventus (1)                                                    | 4—0      | Cagliari (1) |
| --------------------------------------------------------------- | -------- | ------------ |
| - Vlahović 44' - Koopmeiners 53' - Conceição 80' - González 89' | Chi tiết |              |

---
| Atalanta (1)                                                                  | 6–1      | Cesena (2)   |
| ----------------------------------------------------------------------------- | -------- | ------------ |
| - Zappacosta 4' - De Ketelaere 8', 35' - Samardžić 27', 71' - Brescianini 54' | Chi tiết | - Ceesay 90' |

---
| AS Roma (1)                                      | 4–1      | Sampdoria (2) |
| ------------------------------------------------ | -------- | ------------- |
| - Dovbyk 9', 19' - Baldanzi 24' - Shomurodov 79' | Chi tiết | - Yepes 61'   |

---
| Inter Milan (1)                  | 2–0      | Udinese (1) |
| -------------------------------- | -------- | ----------- |
| - Arnautović 30' - Asllani 45+2' | Chi tiết |             |

### Tứ kết
| Atalanta (1) | 0–1      | Bologna (1)  |
| ------------ | -------- | ------------ |
|              | Chi tiết | - Castro 80' |

---
| AC Milan (1)                   | 3–1      | AS Roma (1)  |
| ------------------------------ | -------- | ------------ |
| - Abraham 16', 42' - Félix 71' | Chi tiết | - Dovbyk 54' |

---
| Inter Milan (1)                           | 2–0      | Lazio (1) |
| ----------------------------------------- | -------- | --------- |
| - Arnautović 39' - Çalhanoğlu 77' (ph.đ.) | Chi tiết |           |

---
| Juventus (1)                                 | 1–1      | Empoli (1)                                 |
| -------------------------------------------- | -------- | ------------------------------------------ |
| - K. Thuram 66'                              | Chi tiết | - Maleh 24'                                |
| Loạt sút luân lưu                            |          |                                            |
| - Vlahović - Kolo Muani - Locatelli - Yıldız | 2–4      | - Henderson - Kouamé - Cacace - Marianucci |

### Bán kết

#### Tóm tắt
| Đội 1        | TTSTooltip Aggregate score | Đội 2           | Lượt đi | Lượt về |
| ------------ | -------------------------- | --------------- | ------- | ------- |
| Empoli (1)   | 1–5                        | Bologna (1)     | 0–3     | 1–2     |
| AC Milan (1) | 4–1                        | Inter Milan (1) | 1–1     | 3–0     |

#### Các trận đấu
| Empoli (1) | 0–3      | Bologna (1)                        |
| ---------- | -------- | ---------------------------------- |
|            | Chi tiết | - Orsolini 23' - Dallinga 29', 51' |

| Bologna (1)                 | 2–1      | Empoli (1)      |
| --------------------------- | -------- | --------------- |
| - Fabbian 7' - Dallinga 86' | Chi tiết | - Kovalenko 33' |

Bologna thắng với tổng tỷ số 5–1.
---
| AC Milan (1)  | 1–1      | Inter Milan (1)  |
| ------------- | -------- | ---------------- |
| - Abraham 47' | Chi tiết | - Çalhanoğlu 67' |

| Inter Milan (1) | 0–3      | AC Milan (1)                     |
| --------------- | -------- | -------------------------------- |
|                 | Chi tiết | - Jović 36', 49' - Reijnders 85' |

AC Milan thắng với tổng tỷ số 4–1.

### Chung kết
| AC Milan | 0–1      | Bologna     |
| -------- | -------- | ----------- |
|          | Chi tiết | - Ndoye 53' |

## Thống kê

### Ghi bàn hàng đầu
| Hạng | Cầu thủ              | Đội         | Bàn thắng |
| ---- | -------------------- | ----------- | --------- |
| 1    | Tammy Abraham        | AC Milan    | 4         |
| 2    | Thijs Dallinga       | Bologna     | 3         |
| 2    | Artem Dovbyk         | AS Roma     | 3         |
| 2    | Tijjani Noslin       | Lazio       | 3         |
| 5    | Marko Arnautović     | Inter Milan | 2         |
| 5    | Hakan Çalhanoğlu     | Inter Milan | 2         |
| 5    | Santiago Castro      | Bologna     | 2         |
| 5    | Samuel Chukwueze     | AC Milan    | 2         |
| 5    | Charles De Ketelaere | Atalanta    | 2         |
| 5    | Boulaye Dia          | Salernitana | 2         |
| 5    | Emmanuel Ekong       | Empoli      | 2         |
| 5    | Sebastiano Esposito  | Empoli      | 2         |
| 5    | Jacopo Fazzini       | Empoli      | 2         |
| 5    | Luka Jović           | AC Milan    | 2         |
| 5    | Augustus Kargbo      | Cesena      | 2         |
| 5    | Lorenzo Lucca        | Udinese     | 2         |
| 5    | Samuele Mulattieri   | Sassuolo    | 2         |
| 5    | Cyril Ngonge         | Napoli      | 2         |
| 5    | Giacomo Olzer        | Brescia     | 2         |
| 5    | Riccardo Orsolini    | Bologna     | 2         |
| 5    | Tijjani Reijnders    | AC Milan    | 2         |
| 5    | Lazar Samardžić      | Atalanta    | 2         |
| 5    | Cristian Shpendi     | Cesena      | 2         |
| 5    | Edoardo Soleri       | Spezia      | 2         |
| 5    | Alessio Tribuzzi     | Avellino    | 2         |